# Pommerit-Jaudy
Pommerit-Jaudy (tiếng Breton: Peurid-ar-Roc'h) là một xã của tỉnh Côtes-d'Armor, thuộc vùng Bretagne, tây bắc Pháp.

## Dân số
Người dân ở Pommerit-Jaudy được gọi là Pommeritains.